# Morsalines
Morsalines é uma comuna francesa na região administrativa da Normandia, no departamento Mancha. Estende-se por uma área de 3,68 km². Em 2010 a comuna tinha 204 habitantes (densidade: 55,4 hab./km²).